# Kysucký Lieskovec
Kysucký Lieskovec es un municipio del distrito de Kysucké Nové Mesto en la región de Žilina, Eslovaquia, con una población estimada a final del año 2024 de 2322 habitantes.
Se encuentra ubicado al noroeste de la región, cerca del curso alto del río Váh (cuenca hidrográfica del Danubio) y de la frontera con la República Checa y Polonia.

## Demografía
| Año        | 1994 | 2004    | 2014    | 2024    |
| ---------- | ---- | ------- | ------- | ------- |
| Población  | 2248 | 2267    | 2340    | 2322    |
| Diferencia |      | +0,84 % | +3,22 % | −0,76 % |

| Año        | 2023 | 2024    |
| ---------- | ---- | ------- |
| Población  | 2352 | 2322    |
| Diferencia |      | −1,27 % |